# ソフィテル東京
ソフィテル東京（ソフィテルとうきよう）は、かつて東京都台東区に存在した超高層ホテル。

## 概要
上野の不忍池のほとりに法華クラブのシティホテル「ホテルCOSIMA」として1994年6月16日に開業した。名称の“COSIMA”は、法華クラブ創業家の小島家にちなんでつけられている。イギリスのホスピタリティ企業と提携したバトラーサービスを導入し、同社がそれまで手がけたビジネスホテルとは一線を画する高級ホテルとして営業した。
26階建てに対し客室数がわずか71室の細身の建物であり、客室を含むサービスユニットが4層ごとに上野恩賜公園側と東京大学側にそれぞれ張り出した形状をしていた。菊竹清訓により設計された外観は、1本の樹木をイメージしたといわれる。限られた規模の中で営業可能な面積を確保するため、都の総合設計制度を適用。容積率割り増しと斜線制限緩和を受けた事で、建物が日影規制条件内で上空に伸びている。この形状と、近隣に寛永寺の五重塔が存在する事から「五重塔ビル」とも呼ばれ、菊竹も五重塔を連想させるかもしれないと述べている。最上部に設置された40トンの水が入る大型水槽が、風圧に対する制震装置となっており、消火用水としても利用する仕組みになっていた。
地下に設けられた宴会場は、建具の開放によりロビーと一体で利用可能。他にも客室の会議室へ転用するなど、空間の利用効果を上げるため、さまざまな用途に利用できるようにする試みがなされていた。
ホテルCOSIMAの完成当時、法華クラブは全国に13軒のホテルを展開しており順風満帆の経営状況にあったが、バブル崩壊でこの投資が重くのしかかり1997年に会社更生法の適用を申請。フランス資本で当時世界最大級のホテルグループだったアコーホテルズがホテルCOSIMAを土地ごと購入し、フランス人デザイナーによる全面改装を施して、2000年に客室数83室の「ソフィテル東京」として開業した。上野の美術館目当ての外国人の長期滞在も見られるようになり、外国人客の比率が増したという。
しかし、開業してからわずか4年後には営業を終了。2007年に建物は解体された。100mを超える超高層ビルとしては国内で初めて解体された例として知られる。跡地にはパークタワー上野池之端が建設された。